# Большая белоносая мартышка
Большая белоносая мартышка (лат. Cercopithecus nictitans) — вид приматов из семейства мартышковых.

## Описание
Отличительная особенность вида — яркое белое пятно на носу. Мех мелко-пятнистый, от тёмно-оливкового до чёрно-серого сверху, в то время как конечности, брюхо и хвост чёрные. Длина тела 43—70 см; масса самок 4,3 кг, самцов 6,7 кг.

## Ареал
Вид распространён в Западной Африке. Он обитает в низменных и горных тропических влажных лесах, галерейных лесах и вторичных лесах; менее распространен в болотных лесах.

## Образ жизни
Шумная и общительная древесная обезьяна. Живёт в группах от 12 до 30 животных, состоящих из взрослого самца, нескольких самок и их потомства. Этот вид часто встречается в тесных связях с родственными видами такими как Cercopithecus pogonias, образуя большие группы смешанных видов. Хотя основная часть рациона состоит из фруктов, семян и листьев, также потребляются насекомые и сельскохозяйственные культуры. Как и многие другие плодоядные обезьян, C. nictitans вероятно играют большую роль в распространении семян. Известные хищники: Panthera pardus, Stephanoaetus coronatus и человек.
Размножение, вероятно, происходит в течение года, самки рождают одного детёныша после периода беременности около пяти или шести месяцев. Продолжительность жизни в дикой природе не известна, вероятно, 20 лет. В неволе может жить до 31 года.

## Статус МСОП
Этому виду угрожает, особенно на западе ареала, уничтожение естественной среды обитания в результате обезлесения из-за заготовки древесины и сельскохозяйственных земель. Охота ради мяса остаётся распространенным явлением в западных, центральных и восточных частях ареала.
Это вид занесен в Приложение II СИТЕС. Живёт в нескольких охранных территориях.